# José Néstor Lencinas
José Néstor Lencinas Videla (San Carlos, Mendoza, 26 de febrero de 1859, Mendoza, 20 de enero de 1920), conocido como el gaucho Lencinas, fue un político argentino, gobernador de la Provincia de Mendoza por la Unión Cívica Radical y originador de la corriente política provincial conocida como lencinismo.

## Biografía
Nació el 26 de febrero de 1859 en el departamento de San Carlos, provincia de Mendoza, siendo hijo de Francisco Lencinas Hurtado y de Irene Videla González.
Fue uno de los fundadores de la Unión Cívica Radical en 1891, participando en las revoluciones radicales de 1893 y 1905. En esta última dirigió exitosamente la insurrección en Mendoza llegando a tomar el poder como gobernador provisional. Al ser derrotada, Lencinas se fugó espectacularmente a Chile en una locomotora “expropiada” al Ferrocarril Trasandino.
En 1917, un año después de ser elegido presidente de la Nación, Hipólito Yrigoyen intervino la Provincia de Mendoza gobernada por los conservadores, para posibilitar el triunfo del radicalismo. En 1918 José Néstor Lencinas fue elegido gobernador de Mendoza, al mismo tiempo que comienza a manifestar diferencias con Yrigoyen, que llevaron a una nueva intervención de la provincia en 1919. La Intervención federal fue dispuesta por el Gobierno Nacional por decreto de  Hipólito Yrigoyen, la intervención se prolongó hasta 1922.
Fue el impulsor de varios periódicos, como La Montaña de la ciudad de Mendoza y luego, otro también denominado La Montaña en la capital del país, Buenos Aires, que comenzó a editarse el 26 de febrero de 1919. Desde estos, defendía las políticas que impulsaba su gobierno provincial, y se opuso fuertemente a Hipolito Yrigoyen.
Falleció en el año 1920. Durante la década del '20 sus familiares —y sobre todo su hijo Carlos Washington Lencinas— continuarían controlando la vida política mendocina, hasta el asesinato de este último en 1929 y el golpe de Estado de 1930.

## Homenajes
Hospital José Néstor Lencinas, ubicado en el distrito de Godoy Cruz, provincia de Mendoza.